# تاكورو يوشيأوكا
تاكورو يوشيأوكا (باليابانية: 吉岡 拓朗) (مواليد 23 فبراير 1987)، هو لاعب كرة قدم كان يلعب كلاعب وسط.

## وصلات خارجية
- تاكورو يوشيأوكا على موقع Soccerway.com (الإنجليزية)